# Andocs
Andocs (vyslovováno [andoč]) je velká vesnice v Maďarsku v župě Somogy, spadající pod okres Tab. Nachází se asi 13 km jihozápadně od Tabu a asi 20 km jihovýchodně od jezera Balaton. V roce 2015 zde žilo 1 078 obyvatel, z nichž jsou 77,8 % Maďaři, 1,4 % Němci, 0,8 % Romové a 0,2 % Rumuni.
Sousední vesnice jsou Bonnya, Karád, Kapoly, Kisbárapáti, Nágocs, Pusztaszemes, Somogyacsa, Somogydöröcske, Somogymeggyes, Szorosad a Zics, sousední město je Igal.

## Poutní místo
Obec a fara se zmiňuje ve 14. století, během tureckého obsazení obec téměř zanikla a přežil pouze pozdně gotický kostel Nanebevzetí P. Marie, hlavní pamětihodnost obce. Kostel byl v 17. století obnoven a v sousedství vznikl františkánský klášter. Od počátku 18. století byl kostel a gotická socha P. Marie cílem mnoha poutníků a ke gotickému chóru byla přistavěna barokní loď s věží v průčelí. Podle barokního zvyku byla mariánská soška oblékána do mnoha vyšívaných plášťů. které lze vidět v kostelním muzeu.

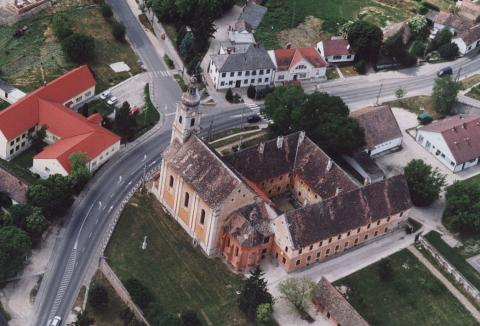
Kostel a bývalý klášter

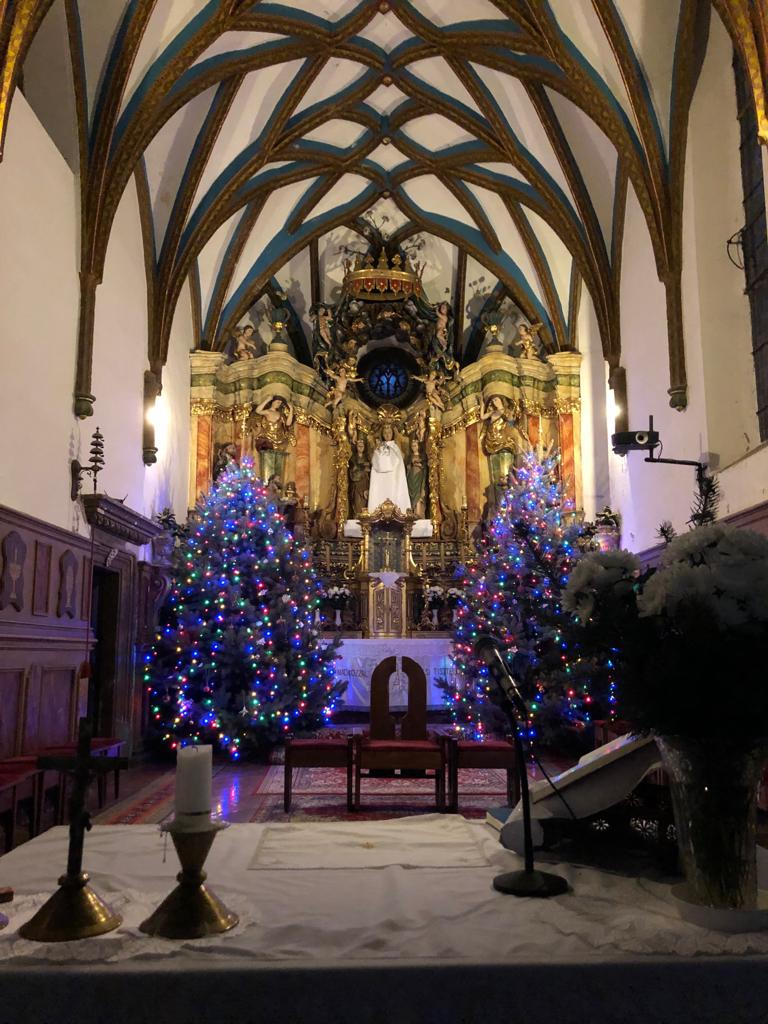
Gotický chór
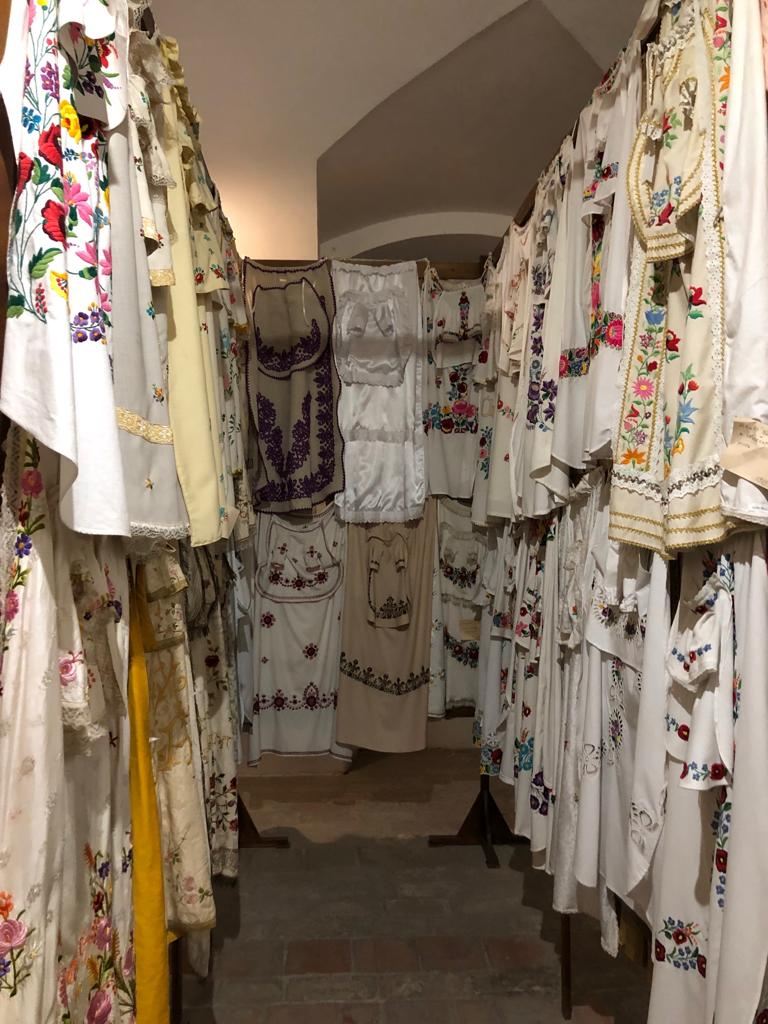
Kostelní muzeum